# 弗里德里希·埃米希

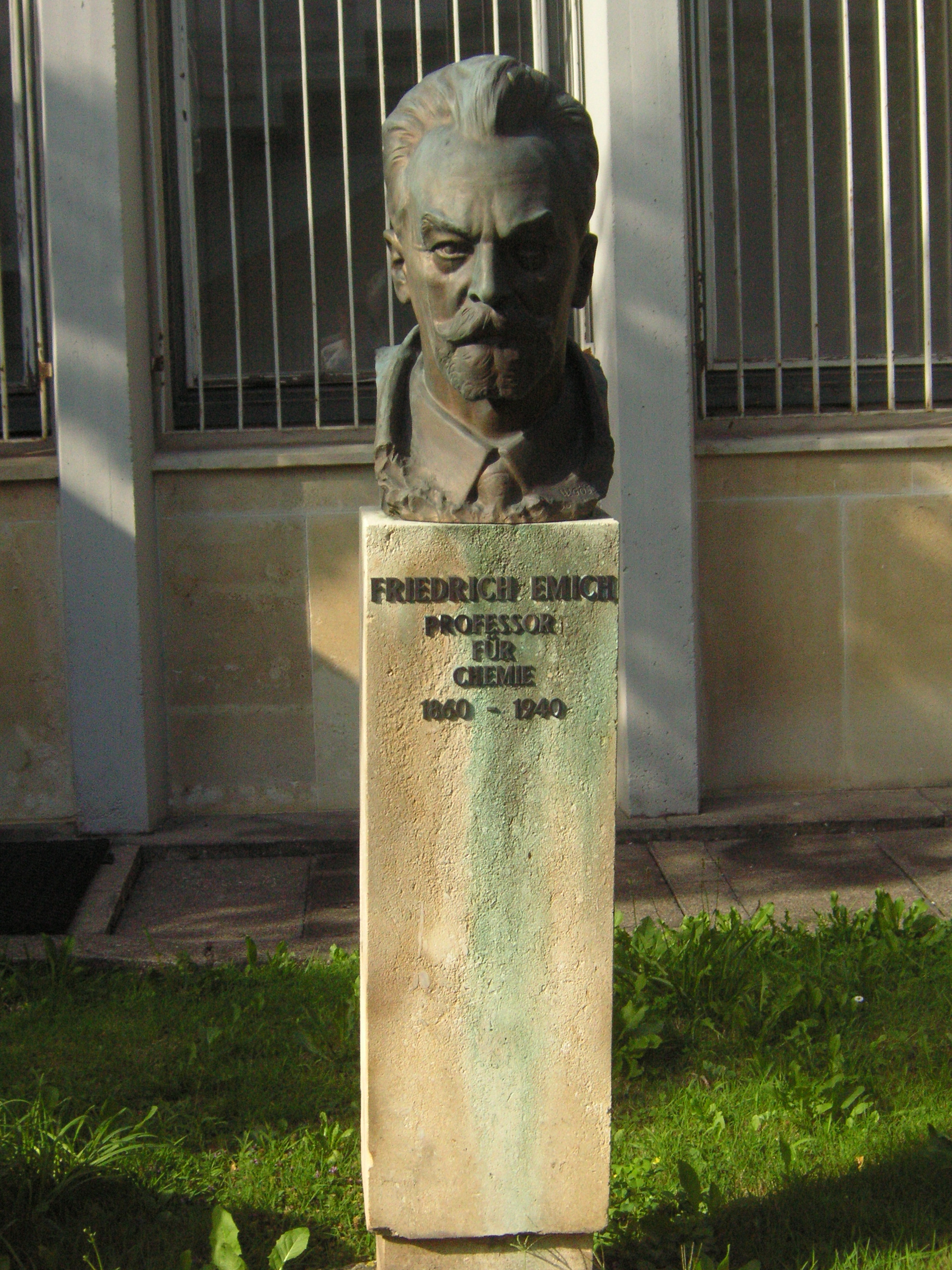
弗里德里希·埃米希

弗里德里希·埃米希（Friedrich Emich，1860年9月5日—1940年1月22日），奥地利分析化学家，现代微量分析的奠基人。
埃米希1860年出生于奥地利格拉兹，自1878年至1884年就读于格拉茨工業大學，随后留校任教。他的主要研究功绩是和弗里茨·普雷格尔一起将微量分析系统化，使之成为标准的分析操作方法。
埃米希获得过德国化学家协会授予的李比希奖。奥地利化学会为了纪念他设立了弗里德里希·埃米希奖。